# جاك يوربان
جاك يوربان (بالإنجليزية: Jack Urban)‏ هو لاعب كرة قاعدة أمريكي، ولد في 5 ديسمبر 1928 في أوماها في الولايات المتحدة، وتوفي بنفس المكان في 26 يونيو 2006.

## وصلات خارجية
- جاك يوربان على موقعبيزبول رفرنس.كوم (الدوري الرئيسي) (الإنجليزية)
- جاك يوربان على موقعبيزبول رفرنس.كوم (الدوري الثانوي) (الإنجليزية)